# Бу, Пьер ле
Пьер ле Бу, или ле Бо (фр. Pierre Le Baud, 1458 — 29 сентября 1505) — бретонский священник, историк и хронист, придворный капеллан правящей герцогини Анны Бретонской, супруги французских королей Карла VIII и Людовика XII. Автор нескольких сочинений по истории древней и средневековой Бретани, Столетней войны и франко-бретонских отношений.

## Биография

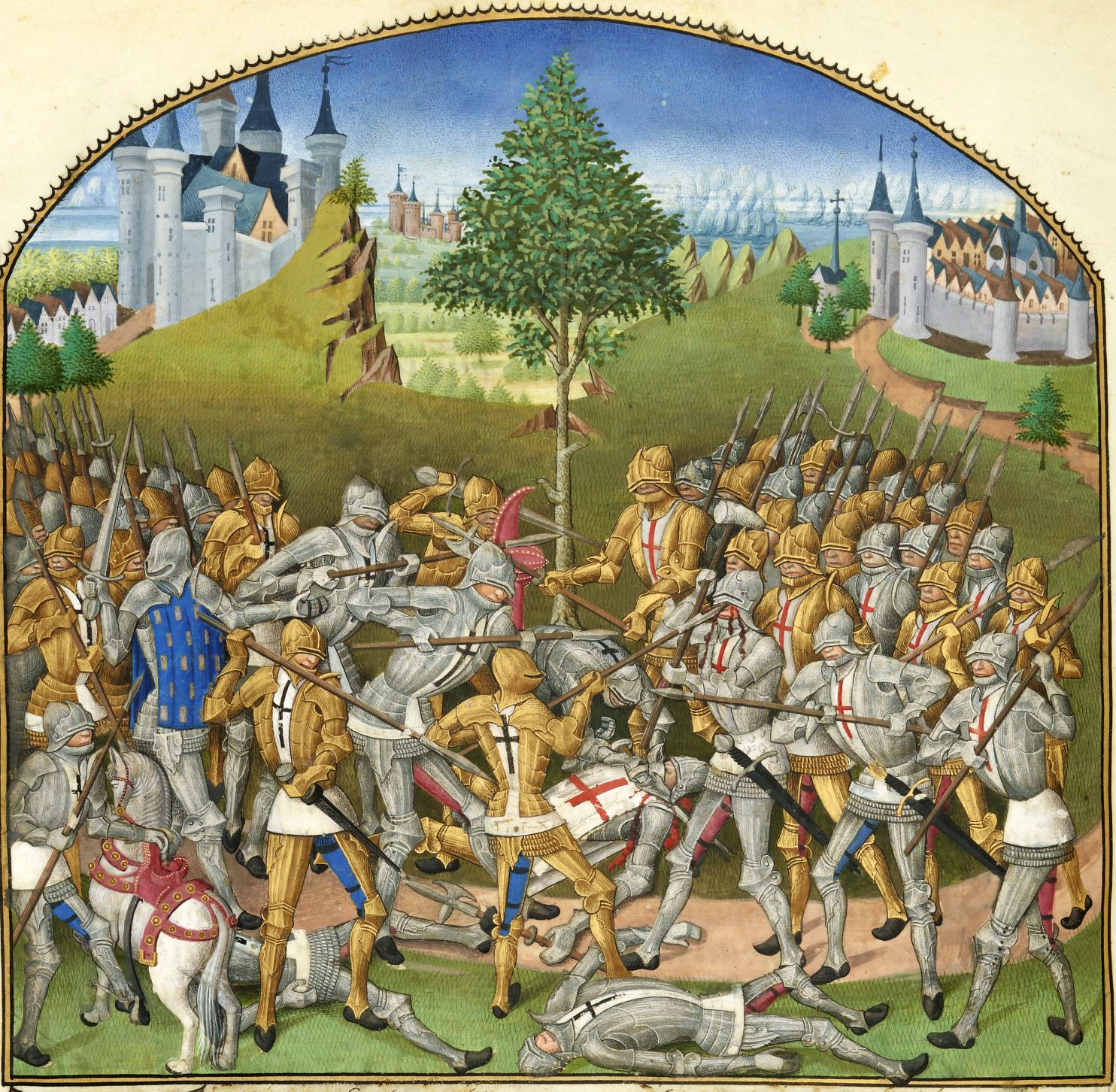
«Битва тридцати» (1351). Миниатюра рукописи «Сборника хроник по истории Бретани» Пьера ле Бу, 1480—1482 гг.

Выходец из рыцарского сословия, родился около 1458 года, вероятно, в Сен-Уэн-де-Той (совр. департамент Майен). Сын Пьера ле Бу Старшего, сеньора Сен-Уэна (фр. Saint-Ouen), и Жанны де Шатожирон (фр. Jeanne de Châteaugiron), незаконнорожденной дочери Патри II, сеньора Дерваль и Руж (фр. Derval et Rougé). 

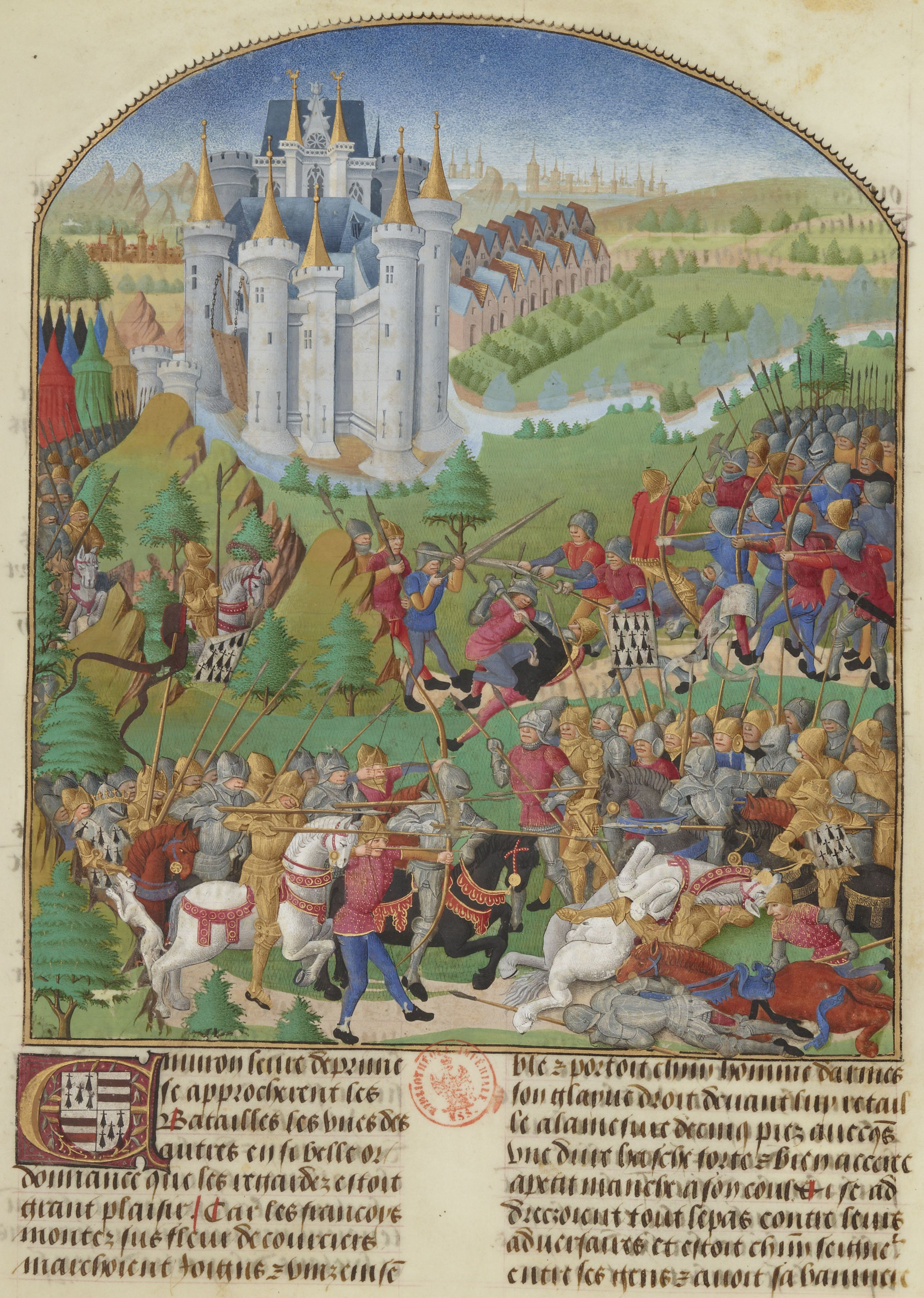
Битва при Оре (1364). Миниатюра рукописи «Сборника хроник из истории Бретани» Пьера ле Бу

Служил настоятелем собора Св. Троицы в Лавале, а также капелланом Ги XV де Лаваля и секретарём Жанны де Лаваль, вдовы Рене Анжуйского. В 1480 году способствовал передаче мощей Св. Венеранда в церковь Св. Венеранда в Лавале. Его собственный приход относился к Нантской епархии.
Затем сделался духовником Маргариты де Фуа, супруги герцога Бретани Франциска II. После трагической гибели последнего стал в 1488 году капелланом, а в 1490-м секретарём его юной дочери Анны Бретонской, спустя 3 года поддержав её брак с французским королём Карлом VIII.
С 1495 года был приором церкви монастыря Сен-Мартен-де-Лаваль, в 1504 году являлся каноником и деканом соборной церкви Св. Тудвала в Лавале. В своём завещании от 18 сентября 1505 года жертвует монастырю Сен-Мартен-де-Лаваль свои дома и земли.
Анна Бретонская выхлопотала для него сан епископа Ренна, но он умер 29 сентября 1505 года, прежде, чем из Рима прибыли необходимые документы. Точная дата смерти известна из записи, сделанной его племянником Бертраном д’Аржантре, также священником и хронистом, который продолжил его исторические труды.

## Сочинения

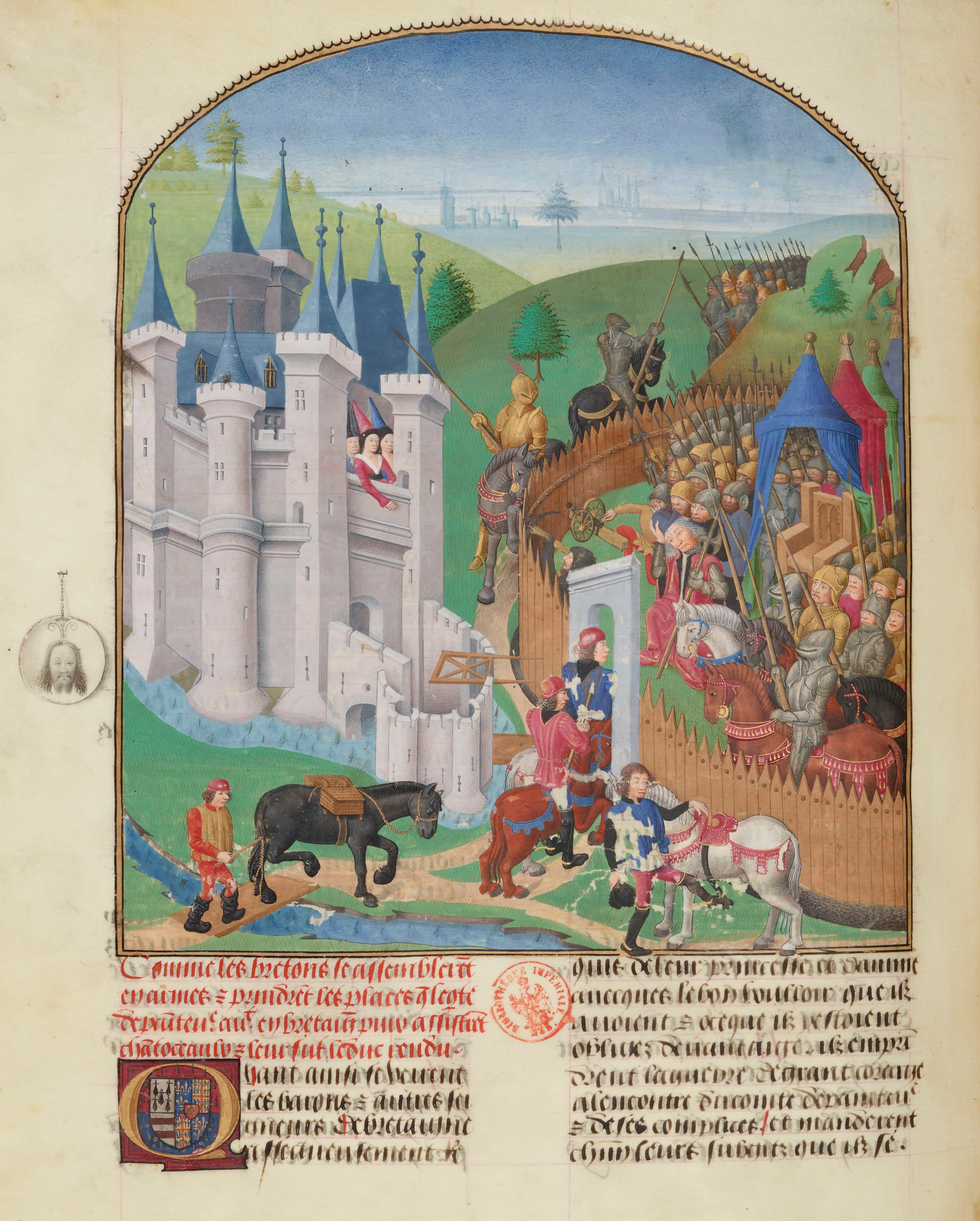
Сдача замка Маргариты де Клиссон герцогу Жану VI (1420). Миниатюра рукописи «Сборника хроник из истории Бретани» Пьера ле Бу

Основной труд ле Бу — «Сборник хроник из истории Бретани» (фр. Compillation des cronicques et ystoires des Bretons) — составлен был  около 1480 года, ещё при жизни герцога Франциска II, и охватывает значительный исторический период, начиная с разрушения Трои, и кончая серединой XV столетия. Он посвящён Жану Шатожерону, сеньору Дервалю, и его супруге Элен де Лаваль.
Сборник состоит из трех частей. В первой, состоящей из восемнадцати глав, автор, в соответствии с распространёнными в его время легендами, возводит происхождение бретонцев к мифическому троянцу Бруту. Вторая, состоящая из 32 глав, посвящена античным временам, в частности, деяниям Цезаря, императора Максимиана, узурпаторов Караузия, Магна Максима и пр. Третья состоит из 247 глав и излагает историю со времён легендарного короля Артура, и до смерти в 1458 году герцога Бретани Артура III. Также сборник содержит немало сведений генеалогического характера, раскрывающих происхождение бретонской знати, в частности, правящего рода Монфоров-л’Амори.
Наиболее насыщены фактами последние книги труда ле Бу, охватывающие события XIV – первой пол. XV вв., особенно интересны повествования о Войне за бретонское наследство (1341—1364), в частности, «битве тридцати» (1351) и битве при Оре (1364), а также об участии герцогов Бретани в Столетней войне, особенно Артура III. Главное внимание ле Бу уделяет причинам утраты Бретонским герцогством своей независимости, которые усматривает преимущественно в междоусобицах местных феодалов.
«Сборник хроник» ле Бу был написан на среднефранцузском языке, но в начале XVI века переведён на латынь его племянником и продолжателем Бертраном д’Аржантре. Изысканный стиль и историографические приёмы ле Бу находят себе параллели в трудах итальянских гуманистов, в частности, Франческо Петрарки, Леонардо Бруни и Маттео Пальмиери.
В 1505 году по просьбе Анны Бретонской Пьером ле Бу закончено было другое историческое сочинение — «Хроника бретонских и армориканских королей, герцогов и принцев» (фр. Le Livre des Cronicques des Roys, Ducs et Princes de Bretaigne Armoricane, лат. Cronique des roys et princes de Bretaigne armoricane), уделяющая больше внимания событиям второй половины XV — начала XVI века, особенно «Безумной войне» (1480—1488), правлению Франциска II и его дочери Анны, взаимоотношениям её с императором Максимилианом, браках с французскими монархами и пр. Специально для её составления автору в 1498 году официально предоставлен был свободный доступ ко всем государственным, церковным и монастырским архивам и библиотекам герцогства.
Помимо архивных документов, ле Бу использовал «Нантскую хронику» XI века, «Историю королей Британии» Гальфрида Монмутского (1136), «Деяния королей Бретани» Гийома Реннского (1234), «Великое зерцало» Винсента из Бове (1264), жизнеописание Жана IV Бретонского, написанное его секретарём Гийомом де Сент-Андре (сер. XIV в.), «Житие Св. Гуэноле» (лат. Goeznovius, ум. 532), а также, возможно, «Большие французские хроники» и «Хроники Фруассара» (около 1400 г.).
Из других сочинений Пьера ле Бу наибольшего внимания заслуживают: «Генеалогия бретонских королей, герцогов и принцев» (фр. La geanologie des roys, ducs et princes de Bretaingne), составленная в 1486 году для герцогини Маргариты де Фуа, «Хроника Витре и Лавалей» (фр. Chronique de Vitré et de Laval), написанная примерно тогда же для графа Ги XVI де Лаваля и доведённая до 1436 года, «Речь о происхождении и древности рода Лавалей» (фр. Le Discours de l'Origine et Antiquité de Laval) и поэма «Молитвенник бретонцев» (фр. Le Breviaire des Bretons), написанная не ранее 1491 года и содержащая, в частности, оригинальную версию сюжета о короле Лире.

## Рукописи и издания
Манускрипт «Сборника хроник из истории Бретани» ле Бу переписан между 1480 и 1482 годами, состоит из 399 листов, иллюминирован 15 миниатюрами и ныне находится в собрании Национальной библиотеки Франции (MS Français 8266).
Старейший список сборника хроник ле Бу, принадлежавший Босле дю Сюлэ (фр. Boislève du Saulay), потомку прево Людовика Святого, хранился в библиотеке монастыря Св. Обана в Анже. Другая рукопись, принадлежавшая маршалу д’Эстре, внесена в каталог его библиотеки под названием: Compillacion des Cronicques et Ystoires des Bretons jusqu'en 1457, par P. Lebault.
Рукопись «Хроники бретонских и армориканских королей, герцогов и принцев», относящаяся к началу XVI века, хранится в собрании Харли Британской библиотеки (MS Harley, 4371).
«Сборник хроник из истории Бретани» и ряд других сочинений ле Бу впервые были опубликованы в 1638 году в Париже Пьером д’Озье, историком и специалистом по генеалогии. Новейшее научное издание подготовлено в 2018 году профессором Карин Абеляр из университета Верхней Бретани в Ренне.

## Публикации
- Pierre Le Baud. Histoire de Bretagne avec les Chroniques de Vitré et de Laval, éditée par Pierre d'Hozier. — Paris: Alliot, 1638. — xxxi, 215, xxxi p.
- Cronicques et ystoires des Bretons par Pierre Le Baud, publiées d'après la première rédaction inédite, avec des éclaircissements, des observations et des notes par le Vte Charles de La Lande de Calan. — Volumes I—IV. — Rennes: Société des bibliophiles bretons et de l'histoire de Bretagne, 1907—1922.
- Compillation des cronicques et ystoires de breton de Pierre Le Baud, éditée par Karine Abélard. — Presses universitaires de Rennes, 2018. — 632 p. — ISBN 978-2-7535-6522-7.